# Когда ХАРЛИ исполнился год
«Когда ХАРЛИ исполнился год» (англ. When HARLIE Was One) — научно-фантастический роман Дэвида Герролда, в котором рассказывается история создания искусственного интеллекта, обретающего собственное самосознание. «Когда ХАРЛИ исполнился год» впервые опубликован в 1972 году. В 1988 году роман был переиздан в переработанном варианте и вышел под названием — «Когда ХАРЛИ исполнился год (Версия 2.0)».

## Сюжет
Имя HARLIE (рус. ХАРЛИ) — это аббревиатура от Human Analogue Robot, Life Input Equivalents, что в переводе означает «Робот-Аналог Человека с Эквивалентами Жизненных Функций». Именно так называет своего подопытного Дэвид Ауберсон (англ. David Auberson), учёный-робопсихолог, изучающий возможности построения модели «идеального управляющего» для корпораций (а также стран и всей планеты в целом) на базе «искусственного интеллекта». В ходе исследований Дэвид убеждается, что ХАРЛИ не образцовая имитация человека, а все-таки тоже — человек, который должен иметь свои социальные права, включая запрет на использование его в качестве пусть и сверх-сложной, но машины.

## Издания
Отдельные части романа, в частности диалоги человека и машины, публиковались в журнале Galaxy Magazine, в рассказах Герролда:
- «Oracle for a White Rabbit» 1969 года, который впоследствии вышел в сборнике «With a Finger in My I» 1972 года;
- «The GOD Machine» 1970 года;
- «The Trouble With G.O.D.» 1972 года;
- «For G.O.D.'s Sake» 1972 года.

## Номинации и награды
- Номинант премии «Небьюла» 1972 года[2].
- Номинант премии «Локус» 1973 года (как лучший роман)[3].
- Номинант премии «Хьюго» (в номинации Лучший роман) в 1973 году[4].

## Особенности
В романе «Когда ХАРЛИ исполнился год» практически впервые был описан принцип действия работы червеподобных программ, а именно самостоятельная программа-приложение, распространяющаяся по телефонной сети от одного компьютера к другому, с помощью модемной связи. По сюжету такую программу использовал ХАРЛИ для получения конфиденциальной информации с других компьютеров. В романе они названы «вирусами», вероятно, автор использовал термин Грегори Бенфорда из рассказа 1970 года «Человек в шрамах».
В переработанном романе 1988 года («Когда ХАРЛИ исполнился год (Версия 2.0)») особое развитие получила тема общения, а именно коммуникации между человеком и «нечеловеческим» разумом.